# Bay Area Rapid Transit Police Department
 (février 2023).
Vous pouvez aider à l'améliorer ou bien discuter des problèmes sur sa page de discussion.
- Il ne cite pas suffisamment ses sources. Vous pouvez indiquer les passages à sourcer avec {{référence nécessaire}} ou {{Référence souhaitée}}, et inclure les références utiles en les liant aux notes de bas de page. (Marqué depuis février 2023)
- Sa typographie ne respecte pas les conventions de Wikipédia. Vous pouvez solliciter de l’aide de l’Atelier typographique. (Marqué depuis février 2023)

- Archive Wikiwix
- Bing
- Cairn
- DuckDuckGo
- E. Universalis
- Gallica
- Google
- G. Books
- G. News
- G. Scholar
- Persée
- Qwant
- (zh) Baidu
- (ru) Yandex
- (wd) trouver des œuvres sur Wikidata

Le Bay Area Rapid Transit Police Department (BARTPD) est l'agence de police des transports en commun du système ferroviaire BART dans l'État américain de Californie. Le département compte environ trois cents policiers, dont plus de deux cents agents de la paix assermentés.[réf. nécessaire] Le chef, Ed Alvarez, commande les services d'application de la loi, de stationnement et de relations communautaires de l'agence. La police du BART participe à un accord d'entraide avec d'autres organismes d'application de la loi de la région de la baie. En 2011 et 2012, le département a fait l'objet d'un examen national en raison de plusieurs agents impliqués dans le décès de clients du système ferroviaire.

## Histoire
En 1969, trois ans avant l'ouverture du BART pour le service des recettes, le conseil d'administration du district des transports a recommandé que la police locale et les services du shérif patrouillent les gares, les trains, les droits de passage et d'autres propriétés appartenant à BART qui se trouvaient dans leurs juridictions respectives. Les chefs de police et les shérifs, prévoyant que la proposition du BART créerait des conflits de juridiction, rejette la proposition du conseil. En conséquence, une loi a été adoptée pour former un organisme d'application de la loi autonome, le département de police du BART.[réf. nécessaire]
Au cours des 13 premières années d'activité du BART, des policiers se sont présentés au siège du district des transports à Oakland. En 1985, une équipe d'agents a été chargée de se présenter à l'installation ferroviaire à Concord, où un bureau de terrain de la police a été établi. En n'ayant pas à parcourir les 20 miles entre Oakland et Concord, les agents ont pu patrouiller plus longtemps et se familiariser avec la communauté. Les usagers du BART, les agents de gare et les opérateurs ferroviaires ont bénéficié d'une plus grande présence policière et d'une plus grande interaction avec les mêmes agents. Cela a conduit à l'ajout de trois bureaux extérieurs supplémentaires en six mois.
En juillet 1993, le chef de la police de l'époque, Harold Taylor, a recommandé un plan global de décentralisation du département en quatre zones géographiques de police, chacun avec son propre siège et ses bureaux extérieurs. Les commandants de zone recevraient du personnel, de l'équipement et des ressources pour gérer leurs opérations de police respectives. Un comité d'examen par les pairs, qui comprenait quatre chefs de police et l'administrateur de l'audit de sécurité de l'American Public Transportation Association, a approuvé le plan du chef Taylor, ainsi que d'autres recommandations sur la manière dont la police du BART pourrait travailler plus étroitement avec les autres employés des transports en commun, les communautés, les entreprises et les écoles desservies par le district de transit.[réf. nécessaire]
Les officiers de police au niveau du commandement fournissent des informations aux planificateurs pour les futures extensions du BART à Warm Springs et au comté de Santa Clara.
La police de BART avait autrefois un badge de type bouclier en haut de l'aigle, mais est récemment[Quand ?] passée au style étoile à 7 branches traditionnel des forces de l'ordre de la région de la baie. Les uniformes sont bleu foncé, similaires au SFPD.
Les officiers sont généralement armés d'un SIG Sauer P320 ou d'un pistolet Glock.

### Décès impliquant des agents

#### Bruce Edward Seward
En 2001, un homme atteint de troubles psychiques du nom de Bruce Edward Seward a été abattu par un officier à la gare de Hayward. Apparemment, le passager endormi s'est réveillé et a attrapé la matraque de l'officier, et par réflexe,l'officier de lui a tiré dessus, entraînant sa mort.

#### Oscar Grant
En 2009, l'officier Johannes Mehserle a abattu Oscar Grant III en gare de Fruitvale. Des témoins oculaires ont recueilli des preuves directes de la fusillade avec des vidéos qui ont ensuite été publiées sur des réseaux sociaux tels que YouTube en plus des médias. Les vidéos ont été visionnées des centaines de milliers de fois en ligne. Dans les jours qui ont suivi la fusillade, des manifestations pacifiques et violentes ont eu lieu.